# خانواده مادریگال (موزیک انیمیشن)
خانواده مادریگال (انگلیسی: The Family Madrigal) آهنگی از انیمیشن موزیکال دیزنی افسون (۲۰۲۱) است که به عنوان بخشی از موسیقی متن فیلم در ۱۹ نوامبر ۲۰۲۱ توسط والت دیزنی رکوردز منتشر شد. این آهنگ توسط خواننده و ترانه سرای آمریکایی لین-منوئل میرندا نوشته شده است و تقریباً به طور کامل توسط بازیگر آمریکایی استفانی بیاتریز خوانده شده است . "خانواده مادریگال" شماره آغازین انکانتو (افسون) است و به ترتیب توسط شخصیت های اصلی فیلم میرابل و آبوئلا مادریگال اجرا می شود.
میرابل خانواده چند نسلی کلمبیایی خود و قدرت های جادویی آنها را با این آهنگ به مخاطبان معرفی می کند که با آهنگ رپ اوترو توصیف شده است. منتقدان موسیقی از سازهای عامیانه و طبیعت شاداب آن تعریف کردند. از نظر تجاری، در نمودارهای تک آهنگ های بریتانیا، تک آهنگ های ایرلندی و بیلبورد هات ۱۰۰ به رتبه های ۷، ۱۸ و ۲۰ رسید.

## پس زمینه

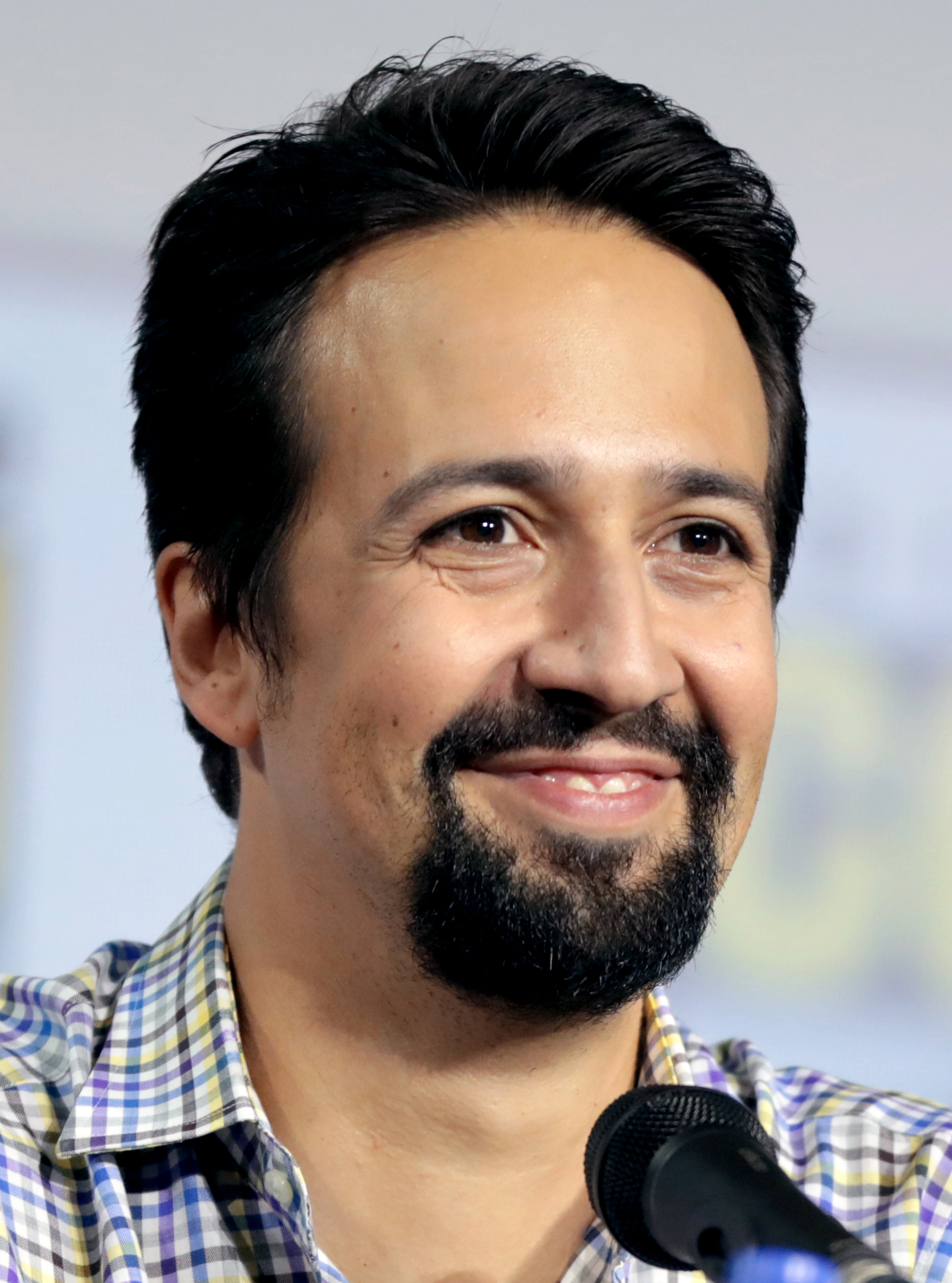
لین-منوئل میرندا

«خانواده مادریگال» ترانه‌ای از انیمیشن رایانه‌ای فانتزی دیزنی به نام انکانتو (افسون) است که در سال ۲۰۲۱ منتشر شد. این آهنگ آغازین موسیقی متن فیلم است که توسط والت دیزنی رکوردز در 19 نوامبر 2021 منتشر شد. "خانواده مادریگال" توسط موسیقیدان آمریکایی لین-منوئل میرندا نوشته شده است. این آهنگ بیشتر توسط بازیگر آمریکایی استفانی بیاتریز که صداپیشگی شخصیت اصلی فیلم، میرابل مادریگال است، خوانده می شود. اولگا مردیز، که صدای آواز مادربزرگ میرابل،  "آبوئلا" مادریگال را فراهم می کند، برای مدت کوتاهی در این آهنگ ظاهر می شود.

## شعر و آهنگسازی
"خانواده مادریگال" یک آهنگ والناتو است، که توسط سازهای محلی کلمبیایی مانند آکاردئون، کاجا والناتا و گواچاراکا اجرا می شود. میرابل این آهنگ را اجرا می کند تا شخصیت های اصلی فیلم - خانواده مادریگال - و "قدرت های" جادویی آنها را به مخاطب معرفی کند. میرندا اظهار داشت که این آهنگ از "بل" الهام گرفته شده است، آهنگ آغازین دیو و دلبر (فیلم ۱۹۹۱). ملودی بیت آبوئلا همان آهنگ «دوس اوروگویتاس» است.

## دریافت انتقادی
کیتی اتکینسون، نویسنده بیلبورد، این آهنگ را یک تراک "غیرممکن سرحال" نامید. منتقد اسکرین رانت، جرمی کراب، ملودی جذاب آن را تحسین کرد و گفت که "کار خوبی برای معرفی هر یک از شخصیت های خانواده و توانایی های آنها انجام می دهد"، در حالی که مارتین وارن از همان وب‌سایت گفت: "این یک آهنگ پر انرژی و سرگرم کننده است که مطمئناً کسی است که خواهد رقصید." درو تیلور از ده راپ نوشت: این آهنگ "آنچه را که اساساً نمایش به جذاب ترین شکل ممکن است ارائه می دهد."

## عملکرد تجاری
«خانواده مادریگال» در جدول تک‌آهنگ‌های بریتانیا به رتبه ۷، و رتبه ۱۸ در جدول تک‌آهنگ‌های ایرلندی، و ۲۰ در نمودار  100 بیلبورد داغ ایالات متحده رسیده است.

## نمودارها
| نمودار (2022)                | موقعیت اوج |
| ---------------------------- | ---------- |
| استرالیا ( ARIA )            | 40         |
| کانادا ( 100 داغ کانادا )    | 31         |
| Global 200 ( بیلبورد )       | 20         |
| ایسلند ( Plötutíðindi )      | 14         |
| ایرلند ( IRMA )              | 18         |
| مجردهای بریتانیا ( OCC )     | 7          |
| 100 بیلبورد داغ ایالات متحده | 20         |

## گواهینامه ها
| منطقه                                     | گواهینامه | واحدهای تایید شده / فروش |
| ----------------------------------------- | --------- | ------------------------ |
| بریتانیا ( BPI )                          | طلا       | 400000                   |
| ایالات متحده ( RIAA )                     | طلا       | 500000                   |
| ارقام فروش + جریان تنها بر اساس گواهینامه |           |                          |